# Hide Your Heart (píseň)
„Hide your Heart“ je píseň americké rockové skupiny Kiss vydaná na albu Hot in the Shade. Píseň napsali Paul Stanley, Desmond Child a Holly Knight. Píseň je třetí ze čtyř verzí vydaných v roce 1989. První verze byla od americké skupiny Molly Hatchet, která skladbu vydala 6. září na albu Lightning Strikes Twice. Druhou vydal Ace Frehley na svém sólovém albu Trouble Walkin', které vyšlo jen tři dny před albem Kiss. Poslední verze je od zpěvačky Robin Beckové, která píseň vydala na svém albu Trouble Or Nothin, které vyšlo 9. listopadu.

## Sestava
- Paul Stanley – zpěv, rytmická kytara
- Gene Simmons – zpěv, basová kytara
- Bruce Kulick – sólová kytara, basová kytara
- Eric Carr – zpěv, bicí, perkuse